# Wayne Cochran
Wayne Cochran (Thomaston, Georgia, 1939-Miami, Florida; 21 de noviembre de 2017), a veces llamado El Caballero Blanco del Soul, fue un cantante de soul, conocido a simple vista por sus estrafalarias prendas y por llevar un característico pompadour blanco.
Fue conocido por ser el compositor de la canción «Last Kiss», (El último beso) que realizó con su banda C. C. Riders. Aunque no la convirtió en un éxito, las versiones posteriores de J. Frank Wilson and the Cavaliers y Pearl Jam han llegado a ser muy conocidas. Fue el éxito más conocido del grupo musical venezolano Los 007 formado en Caracas en 1965, y estuvo 20 semanas consecutivas en el primer lugar de las carteleras musicales venezolanas en 1966. En México en 1964 con el auge del rock and roll se realizaron dos versiones: una interpretada por el cantante Polo y otra realizado por el grupo The Americans con éxito importante que inclusive aparece en los discos de esa época en recopilaciones. La banda peruana Los Doltons, hizo una versión  al español a mediados de los años 1960.
Fue ministro evangélico en Miami (Florida).

## Biografía
Influenciado por la música country y rhythm and blues que escuchaba en la radio, formó su primera banda - un grupo llamado the Rockin' Capris - siendo un adolescente por lo cual dejó la secundaria para dedicarse a la música como carrera de tiempo completo. Se estableció en Macon, Georgia, donde se hizo amigo del cantante de soul Otis Redding que años después moriría en un accidente aéreo, en donde tocaba el bajo. en las grabaciones iniciales de Reading de "Shout Bamalama" y el lado B, "Fat Girl") y grabando su primer sencillo, "The Coo", lo cual atrajo la atención de King Records, quién lo firmó para su sello. Amigo íntimo de su compañero del sello King James Brown, actuando en show y en giras con la banda, lo cual influó en su estilo de presentación y de inspiración en su revista musical, the C.C. Riders los cuales presentaban hasta 14 músicos además de dos mujeres que eran los coros de apoyo, the Sheer Delights
A pesar de grabaciones para King, (incluyendo "Goin' Back To Miami", una canción que sería su sello de presentación para el cantante, pero sin tener éxito comercial en el mercado regional del sur. Sus presentaciones energizantes, sus rigorosos viajes, vestimenta estrafalaria y sus apariciones en la televisión en show y en The Jackie Gleason Show, ayudaron para hacer the C.C. Riders, una atracción popular. A mitad de los años 1960, tuvo su base de operaciones en Las Vegas, Nevada, tocando en residencias, en varios hoteles, casinos y teatros. Durante este tiempo conoció y se hizo amigo de Elvis Presley, quién adoptó elementos del show de Cochran cuando estuvo en Las Vegas, como fueron los brincos y guardarropa similar el de Cochran incluyendo en su repertorio la canción "C.C. Rider".
Grabó un álbum para Chase Records titutilado Wayne Cochran! en 1967, siendo presentado como el blanco de ojo azul con estilo del soul y del rhythm and blues, presentado en la gira con su revista, pero con el apoyo de músicos que formaban parte de la banda. Seguido por un regreso a King Records y la realización de dos LP, Alive & Well & Living ... In A Bitch of A World y el instrumental High&Ridin' ambos de 1970. Estos albumenes mostraron al guitarrista de C.C. Riders y director musical, Charles Brent, que tuvo un papel importante y mostrando una influencia de sonido jazz comparable con Chicago Transit Authority o Blood, Sweat & Tears. También grabó un álbum en vivo )actualmente "live in the studio" record para King entre 1967 y 1969, pero no fue lanzado hasta 2014, incluyendo una compilación en Ace Records, Goin' Back To Miami: The Soul Sides 1965-1970.
Grabó un álbum final para Epic Records en 1972, entre sus giras y aparición en la televisión. Se retiró de la música cuando se convirtió en ministro evangélico en Miami, Florida.

## Muerte
Cochran murió el 21 de noviembre de 2017, en Miami, Florida. No se informó la causa de su fallecimiento.

## Álbumes
- Wayne Cochran! 1967; Chess Records
- Alive & Well & Living....In A Bitch Of A World 1970; King Records
- High & Ridin' 1970; King Records
- Cochran 1972; Epic Records
- The White Knight of Soul 1959-72: Get Down With It! 2005; Raven Records